# La Baconnière
La Baconnière ist eine französische Gemeinde mit 1.964 Einwohnern (Stand: 1. Januar 2022) im Département Mayenne in der Region Pays de la Loire; sie gehört zum Arrondissement Mayenne und zum Kanton Ernée. Die Einwohner heißen Baconnériens.

## Geographie
La Baconnière liegt etwa fünfzehn Kilometer nordnordwestlich von Laval. Umgeben wird La Baconnière von den Nachbargemeinden Saint-Hilaire-du-Maine und Chailland im Norden, Andouillé im Osten, Saint-Ouën-des-Toits im Süden sowie Le Bourgneuf-la-Forêt im Westen.

## Bevölkerungsentwicklung
| Jahr                       | 1962 | 1968 | 1975 | 1982 | 1990 | 1999 | 2006 | 2012 | 2019 |
| Einwohner                  | 929  | 905  | 875  | 1037 | 1152 | 1194 | 1467 | 1701 | 1923 |
| Quellen: Cassini und INSEE |      |      |      |      |      |      |      |      |      |

## Sehenswürdigkeiten

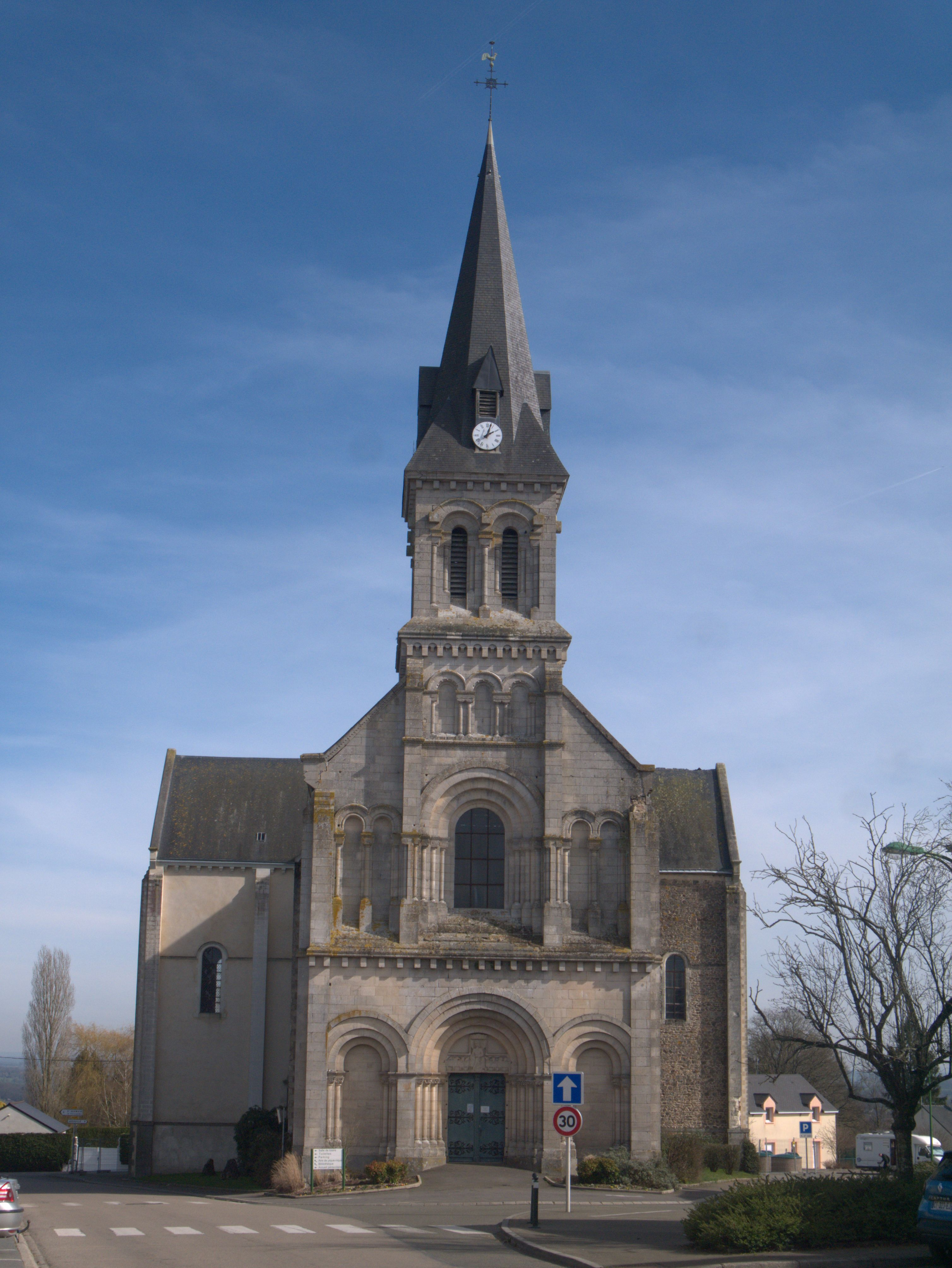
Kirche Saint-Corneille-et-Saint-Cyprien

- Kirche Saint-Corneille-et-Saint-Cyprien aus dem 19. Jahrhundert

## Gemeindepartnerschaft
Mit der deutschen Gemeinde Langerringen in Schwaben (Bayern) besteht seit 2000 eine Partnerschaft.